# Luka Bogdanović
Luka Bogdanović (in serbo Лука Богдановић?; Belgrado, 11 febbraio 1985) è un ex cestista serbo, professionista in Serbia, in Francia e in Spagna.

## Palmarès
- YUBA liga: 2

Partizan Belgrado: 2004-05, 2005-06
- Campionato serbo: 1

Partizan Belgrado: 2006-07
- Coppa di Serbia e Montenegro: 1

Stella Rossa Belgrado: 2004
- Lega Adriatica: 1

Partizan Belgrado: 2006-07
- Liga catalana: 1

Joventut Badalona: 2008